# Destroyer of Worlds
Destroyer of Worlds è il decimo album in studio del gruppo musicale black metal svedese Bathory, pubblicato nel 2001 dalla Black Mark.

## Il disco
Il titolo dell'album prende il nome dalla famosa citazione di Robert Oppenheimer sulla bomba atomica:
distruttore di mondi.»
Dal punto di vista stilistico, Destroyer of Worlds è una via di mezzo fra il viking metal del periodo 1988-1991 e il thrash metal degli album Requiem e Octagon, come si può sentire nelle canzoni "Bleeding", "109", "Death from Above", "Liberty & Justice", e "Kill Kill Kill".

## Tracce
1. Lake of Fire – 5:43
2. Destroyer of Worlds – 4:51
3. Ode – 6:27
4. Bleeding – 3:55
5. Pestilence – 6:50
6. 109 – 3:36
7. Death from Above – 4:35
8. Krom – 2:50
9. Liberty & Justice – 3:52
10. Kill Kill Kill – 3:09
11. Sudden Death – 3:19
12. White Bones – 8:35
13. Day of Wrath – 8:15

## Formazione
- Quorthon - chitarra, voce, basso, drum machine, effetti